# Eckwarden

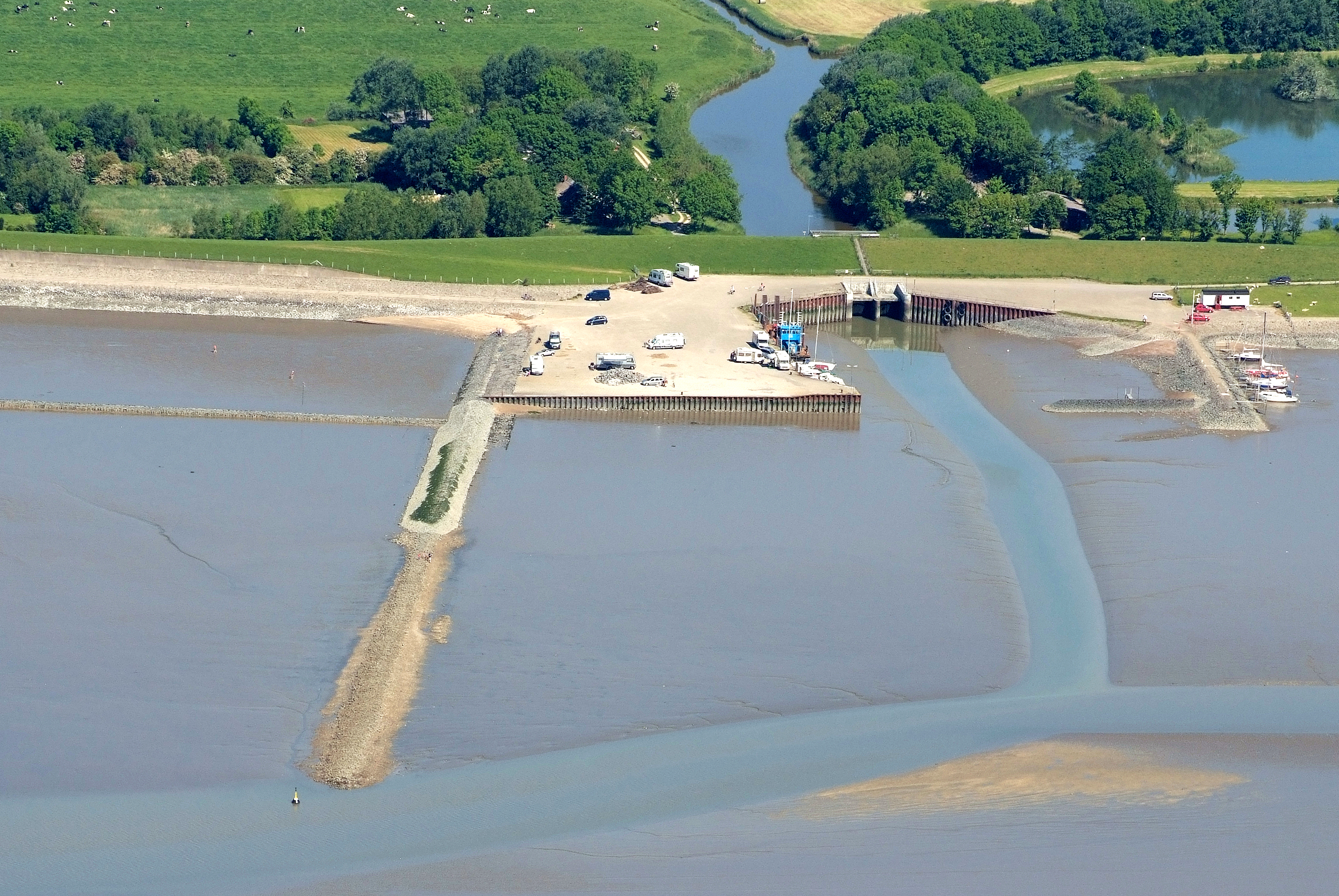
Eckwarder Siel und Sportboothafen Eckwarden (Luftbild 2012)

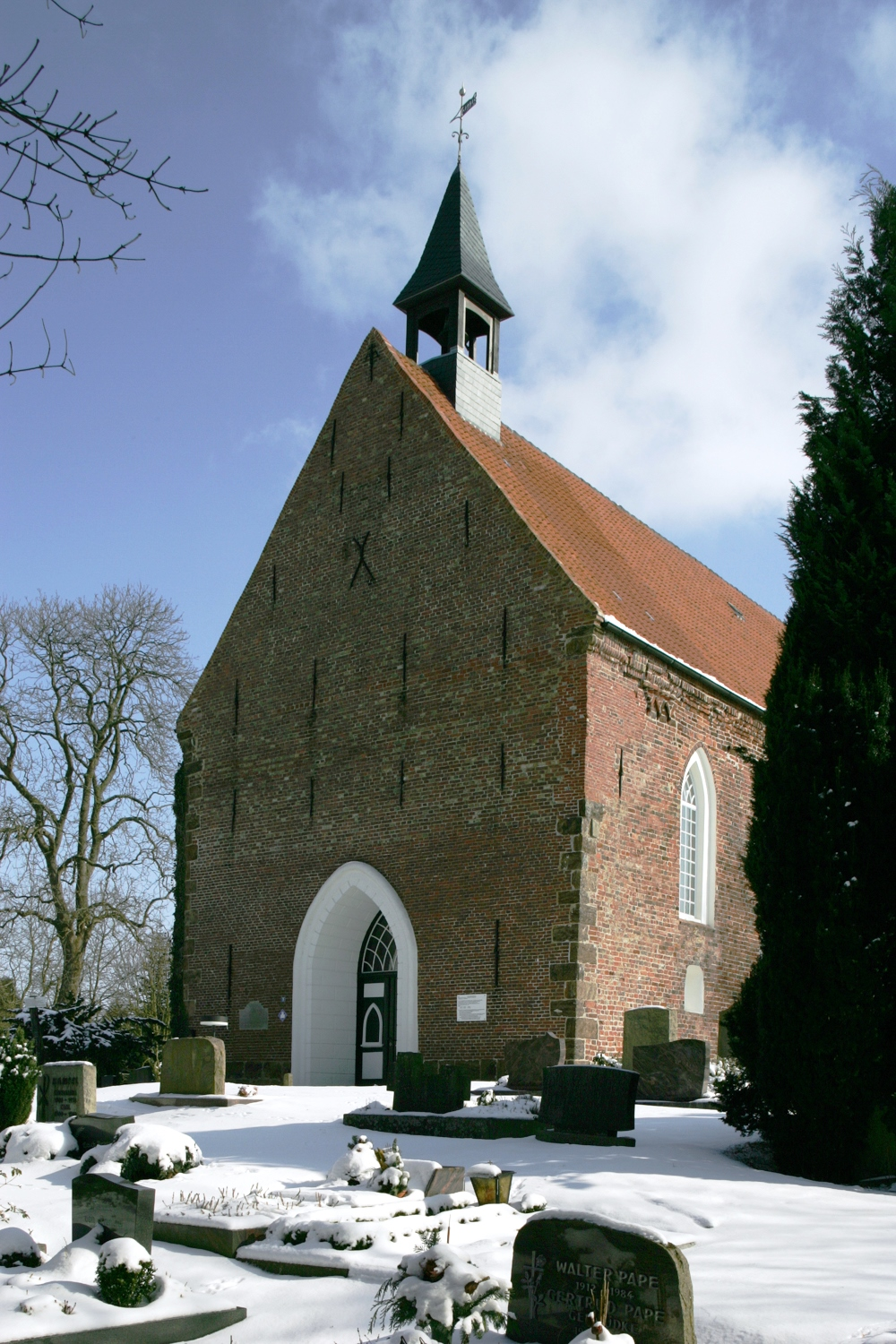
St.-Lamberti-Kirche Eckwarden im Winter

Der Ort Eckwarden ist ein Ortsteil der Gemeinde Butjadingen im Landkreis Wesermarsch in Niedersachsen und liegt an der Südspitze der gleichnamigen Halbinsel.

## Geschichte
Eckwarden muss bereits lange vor der Entstehung des Jadebusens existiert haben. Erste schriftliche Belege für das alte Wurtendorf stammen aus dem 12. Jahrhundert. Als Versammlungsort der Rüstringer taucht immer wieder der Name Eckwarderbrügge auf. Die Versammlungen bestanden aus 16 Geschworenen, allesamt Amtsinhaber aus den Kirchspielen. Gemeinsam übten sie eine Art Selbstverwaltung aus.
1398 wurde Eckwarden von einem Häuptling namens Edo Wummeken regiert. Er paktierte mit Seeräubern.  Etwa hundert Jahre später wurde der Graf von Oldenburg alleiniger Herrscher über Butjadingen. Die Grafen von Oldenburg waren wichtige Deichbauer. Sie bemächtigten sich auch der Kirchengüter Roddens und Inte bei Eckwarden.
1745/46 wütete eine fürchterliche Seuche in Butjadingen, der 1680 Kühe, 281 Ochsen und 1137 Stück Jungvieh zum Opfer fielen. Ein weiterer wichtiger Moment in der Geschichte Eckwardens war der Bau einer Batterie in Großwürden 1810 durch Napoleon Bonaparte. Sie fungierten als Stützpunkte der Kontinentalsperre gegen englische Waren, weil der Schmuggel zu jener Zeit Hochkonjunktur hatte. Mit dem Jade-Vertrag vom 20. Juli 1853 verkaufte Oldenburg Eckwarderhörne an die Krone Preußen. Durch das Groß-Hamburg-Gesetz von 1937 gelangte es wieder in oldenburgische Hände.
1907 wurde mit dem Bau der bekannten Butjenter Bahn begonnen. Zwei Jahre später fuhr der erste Zug von Nordenham nach Eckwarderhörne. Damit begann eine neue Zeit; Eckwarden erlebte einen deutlichen Aufschwung und einen wahren Bauboom. In den Sommermonaten hatte die Butjenter Bahn über 20.000 Fahrgäste.
Der Zweite Weltkrieg zog auch Eckwarden in Mitleidenschaft. 1943 zerstörte ein Bombenangriff Häuser in Eckwarden und in der näheren Umgebung. Tagelang kämpfte die Feuerwehr mit den Schäden des Angriffs; dabei halfen auch die Frauen, weil viele Männer im Krieg waren.
1933 wurde Eckwarden in die damalige Gemeinde Burhave eingegliedert. Diese wurde 1936 in Butjadingen umbenannt. Als diese Gemeinde 1948 aufgelöst wurde, erhielt Eckwarden seine Selbständigkeit nicht zurück. Seit dem 1. März 1974 gehört es zur neuen Gemeinde Butjadingen.
In Eckwarden lebte der „Bauernpoet“ Hinrich Janssen 40 Jahre.

## Sehenswürdigkeiten
St.-Lamberti-Kirche

## Verkehrsanbindung
Von Nordenham gibt es eine Bahnverbindung nach Bremen. Die Gemeinde ist über den Wesertunnel südlich von Nordenham an die A27 angeschlossen. Über Varel und Jaderberg gelangt man zur A29.
Fährverbindungen bestehen über die Weser von Nordenham nach Bremerhaven und in den Sommermonaten über den Jadebusen von Eckwarderhörne nach Wilhelmshaven.

## Persönlichkeiten (Auswahl)
- Carl Bargmann (1854–1916), Jurist und Politiker, Reichstagsabgeordneter